# Praenestes
Praenestes (altgriechisch Πραινέστης) ist in der römischen Mythologie der Gründer der Stadt Praeneste (heute Palestrina) in Latium.
Sein Vater ist Latinus, ein Sohn des Odysseus und der Kirke.